# 笑顔にはかなわない
『笑顔にはかなわない』（えがおにはかなわない）は岡村孝子の通算16枚目のシングル。1992年12月5日発売。発売元はファンハウス（現・ソニー・ミュージックレーベルズ）。自身最大のヒット曲である。

## 解説
- バラードセレクション・アルバム『Ballade』（1992年12月16日）の10日前に発売された（『Ballade』には未収録）。数年振り、冬のシングル・リリースとなった。
- 表題曲はフジテレビ系バラエティ『うれしたのし大好き』エンディング・テーマソング。
- 同番組は陣内孝則・DREAMS COME TRUEが出演。岡村もコンサート会場からの中継という形で同番組に出演し、「笑顔にはかなわない」を歌った。
- カップリング曲「卒業」は、初発売から10年近く経たのち、BS-i『恋する日曜日』エンディング・テーマソングとして使用された。
- オリコン集計で前作に続き、累計13.5万枚を売り上げ、シングルに於いては最大のヒットとなった[1]。

## 収録曲
1. 笑顔にはかなわない　（4:55）
  - 作詞・作曲: 岡村孝子 、編曲: 萩田光雄[2]

フジテレビ系『うれしたのし大好き』エンディングテーマソング
岡村によると「岡村孝子とリスナーを結ぶ、大切な曲」。
2. 卒業　（4:40）
  - 作詞・作曲: 岡村孝子 、編曲: 田代修二

TBS BS-i『恋する日曜日』エンディングテーマソング
3. 笑顔にはかなわない 〜Original Karaoke〜

## 楽曲の収録作品
- 笑顔にはかなわない
  - 満天の星　（9th アルバム）
  - HISTOIRE
  - DO MY BEST
  - TOY BOX
  - T's BEST season 1
- 笑顔にはかなわない（Remix）
  - After Tone III
- 卒業
  - TOY BOX
- 卒業（Album Version）[3]
  - 満天の星